# قطنا (مدينة أثرية)
قطنا (المشرفة حاليًا) بالقرب من مدينة حمص في سوريا، هي موقع لمملكة تعود إلى عصر البرونز 2700 ق.م. حظيت مملكة قطنا لمدة ثلاثة قرونٍ ونصفٍ من تاريخها بأهميَّة ومكانةٍ كبيرتين، وازدهرت بفضل موقعها الذي كان يتوسَّط الطرق التجارية في الشرق الأدنى القديم، إلا أن جيوش الإمبراطورية الحيثية بقيادة سابيليوليوما الأول اجتاحتها ودمَّرتها في سنة 1340. وقد أعيد استيطانها بحلول القرن التاسع قبل الميلاد، لكن دُمِّرت مرة أخرى على يد سرجون الثاني حاكم الإمبراطورية الآشورية. هُجِرت المدينة بعد ذلك حتى منتصف القرن التاسع عشر، شيدت فيها أخيراً القرية الحديثة، لكنَّ الحكومة قرَّرت في مطلع ثمانينيات القرن العشرين تهجير السكان البالغ عددهم 12،000 إلى بلدة مشرفة الجديدة حفاظاً على الآثار التاريخية بالمدينة.
كانت المدينة قديمة تقع في محافظة حمص، سوريا. وتشكل بقاياها تل يقع حوالي 18 كـم (11 ميل) شمال شرق حمص بالقرب من قرية المشرفة. وكانت المدينة مركزا هاما خلال معظم الألف الثاني قبل الميلاد وفي النصف الأول من الألفية الأولى قبل الميلاد. وقد احتوت على أحد أكبر القصور الملكية في سوريا خلال العصر البرونزي، بالإضافة إلى قبر ملكي سليم قدم قدرًا كبيرًا من آثار مسجلة حول العادات الجنائزية في تلك الفترة.
سكنت لأول مرة لفترة قصيرة في النصف الثاني من الألفية الرابعة قبل الميلاد، وأعيد سكانها حوالي عام 2800 قبل الميلاد واستمرت في النمو. وبحلول عام 2000 ق.م، أصبحت عاصمة لمملكة إقليمية بسطت سلطتها على مساحات واسعة من وسط وجنوب بلاد الشام. تمتعت المملكة بعلاقات جيدة مع مملكة ماري، لكنها كانت منخرطة في حرب مستمرة ضد يمحاض. بحلول القرن الخامس عشر قبل الميلاد، فقدت قطنا هيمنتها وأصبحت تحت سلطة ميتاني. وقد تغيرت السيطرة عليها فيما بعد بين الأولى ومصر، حتى غزاها الحيثيون ونهبوها في أواخر القرن الرابع عشر قبل الميلاد. بعد تدميرها، قلص حجم المدينة قبل أن تخلي عنها بحلول القرن الثالث عشر قبل الميلاد. استيطنت في القرن العاشر قبل الميلاد، لتصبح مركزاً لممالك فلسطين ثم حماة حتى دمرها الآشوريون عام 720 قبل الميلاد، مما جعلها قرية صغيرة اختفت في نهاية المطاف في القرن السادس قبل الميلاد. في القرن التاسع عشر الميلادي، كان الموقع مأهولًا بالقرويين الذين تم إجلاؤهم إلى قرية المشرفة المبنية حديثًا في عام 1982.
سكنت قطنا شعوب مختلفة، أهمها الأموريون الذين أسسوا المملكة، يليهم الآراميون؛ أصبح الحوريون جزءًا من المجتمع في القرن الخامس عشر قبل الميلاد وأثروا على لغة قطنا المكتوبة. فن المدينة مميز وتظهر عليه علامات الاتصال مع مختلف المناطق المحيطة. تظهر القطع الأثرية في قطنا جودة صنعة عالية. كان دين المدينة معقدًا ويعتمد على العديد من الطوائف التي لعبت فيها عبادة الأسلاف دورًا مهمًا. ساعد موقع قطنا في وسط شبكات التجارة في الشرق الأدنى على تحقيق الثروة والازدهار؛ وكانت تتاجر مع مناطق بعيدة مثل بحر البلطيق وأفغانستان. وكانت المنطقة المحيطة بقطنا خصبة، وتكثر فيها المياه، مما جعل أراضيها صالحة للرعي، ويعولها عدد كبير من السكان، مما ساهم في ازدهار المدينة.

## علم أصول الكلمات
ولم تذكر نصوص الألفية الثالثة اسم قطنا؛ يذكر أرشيف إبلا الاسم الجغرافي "جودادانوم" (أو "Ga-da-nu")، والذي حدده مع قطنا من قبل بعض العلماء، مثل جوفاني بيتيناتو ومايكل أستور، ولكن هذا محل خلاف.
بصرف النظر عن مقطع غامض في قصة سنوحي المصرية في القرن العشرين قبل الميلاد، حيث لم يُذكر اسم قطنا بوضوح، يأتي أول ظهور للاسم من أرشيف مملكة ماري في العصر البرونزي الأوسط، حيث ذكر المدينة باسم "قطانم"، صيغة أكادية (آل قا - تا - نيم كي). في الالاخ، استخدم اسم "قعتنا"، صيغة أمورية اختصرت إلى قطنا خلال العصر البرونزي المتأخر. الاسم لغة سامية؛ وهي مشتقة من الجذر q-ṭ-n، الذي يعني "رفيع" أو "ضيق" في عدد من اللغات السامية مثل الأكادية والسريانية والإثيوبية. قد يكون "Ga-da-nu" من أرشيف الإبلايت مشتقًا أيضًا من هذا الجذر. يرتبط الاسم الجغرافي "قطنا" ارتباطًا وثيقًا بالممرات المائية والبحيرات؛  قد تكون هذه إشارة إلى التضييق الاصطناعي الذي أدى إلى تكوين بحيرة من الينابيع الواقعة جنوب غرب المدينة، حيث نمت قطنا على الشاطئ الشرقي لبحيرة جفت الآن.

## التاريخ

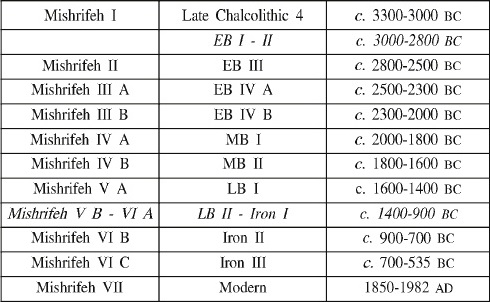
مراحل قطنا الأثرية

شكلت قطنا نقطة تقاطع للطرق التجارية ومقراً ملكياً. ولقد أشارت النصوص إلى الأهمية السياسية لقطنا بدءاً من مطلع الألف الثاني قبل الميلاد، أما فيما يخص أقدم البقايا في المدينة، فقد أدت الأعمال الأثرية في الموقع (منطقة الأكروبول) إلى الكشف عن بعض البقايا المؤرخة على نهاية الألف الرابع قبل الميلاد إلا أنها لم تسمح بتكوين فكرة كاملة عن طبيعية الاستيطان في تلك الفترة.

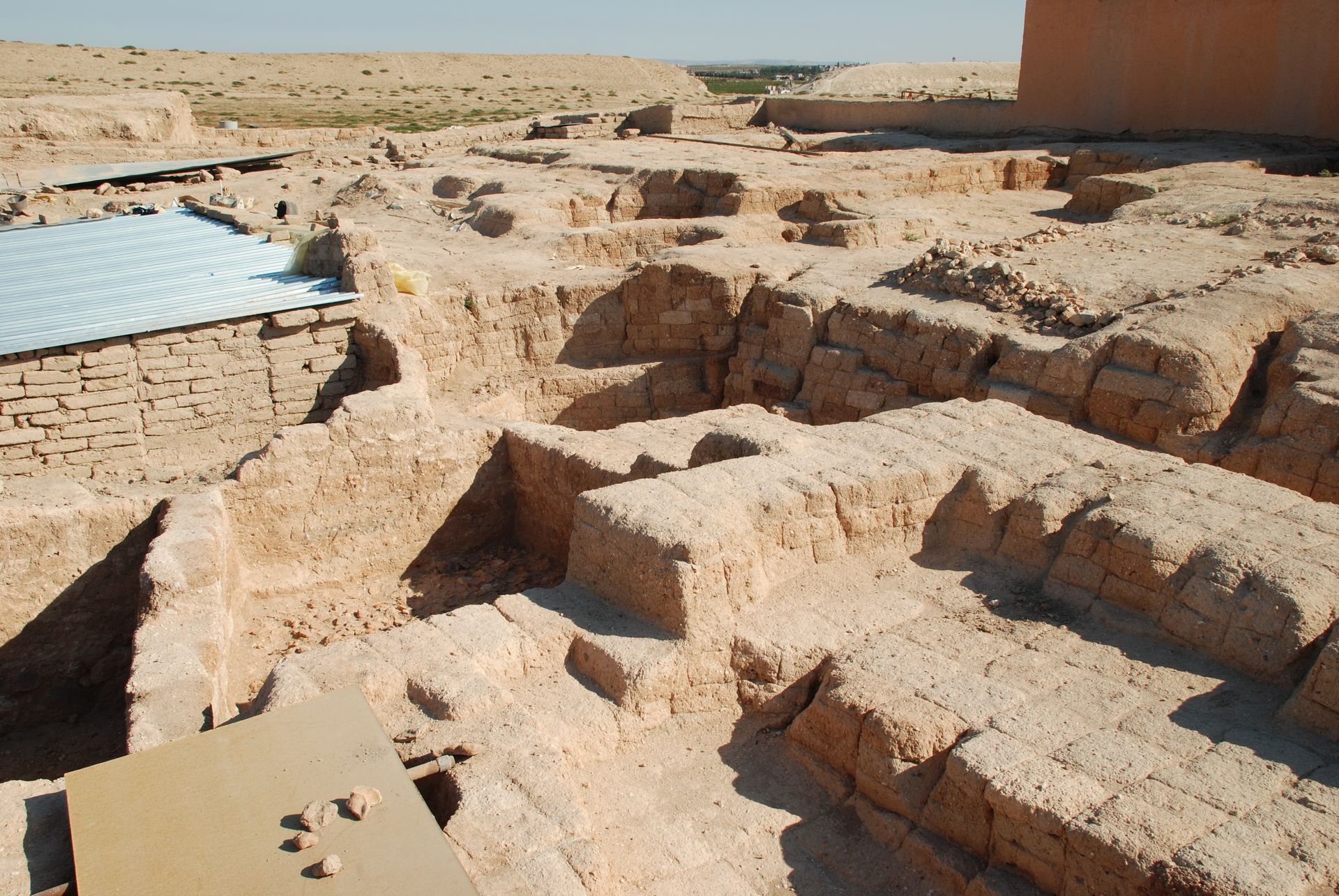
الحفريات شمال غرب قصر الملوك.

يبدأ الاستيطان الحقيقي في الموقع من منتصف الألف الثالث قبل الميلاد (عصر البرونز القديم)، حيث أسست المدينة في مركز الهضبة لتأخذ شكلاً دائرياً بحيث تشابه المدن المجاورة لها، والتي كانت معروفة في تلك الفترة مثل الروضة والشعيرات. امتدّت هذه المدينة على مساحة تتراوح بين 20 و25 هكتاراً، ثم شهدت المدينة فيما بعد تطوراً على شكل مخططها مع الازدهار الحقيقي الذي عرفته المدينة خلال عصر البرونز الوسيط (2000-1600 ق.م)، حيث أُعيد تأسيس المدينة وفق مخطط منتظم وتغير شكلها من المخطط الدائري إلى المربع وأصبحت مساحتها تزيد عن 100 هكتار. وخلال عصر البرونز الحديث بقي الوضع كما كان عليه ومن بقايا هذه الفترة القصر الملكي في شمال المدينة العليا وعدة أحياء سكنية في المدينة السفلى.
ازدهرت المدينة بشكل كبيرٍ خلال منتصف الألف الثاني، حيث ساعدها وقوعها على ملتقى الطرق التجارية القديمة بين مصر والعراق والأناضول، لكنها تعرَّضت لغزوات وهجمات الحيثيين في منتصف القرن الرابع عشر قبل الميلاد، حتى أصبح بقاءها مهدداً. وفي عام 1340 ق.م. قاد الإمبراطور الحيثي سابيليوليوما الأول حملة ضخمةً على المدينة. وأرسل الملوك المجاورون لحاكم قطنا آنذاك إيداندا يعدونه بالمدد ويوصونه بتحصين المدينة، فأمر الملك بتدعيم الأسوار التي يبلغ طولها 4 كيلومترات، وطلب من الحدَّادين صناعة 18,600 سيف استعداداً للمعركة. إلا أن النصر كان من نصيب الحيثيين، فتمكَّنوا من اقتحام المدينة وإضرام النيران في قصر الملك، والغالب أنه قبض على إيداندا وحاشيته وأعدموا على أيدي الغزاة.
لا توجد معلومات كافية عن المدينة في فترة الألف الأول قبل الميلاد، ولكن البقايا الأثرية تشير إلى وجود إعادة استيطان بدءاً من القرن التاسع قبل الميلاد، حتى دُمرت المدينة عام 720 ق.م من قبل الحملات العسكرية التي شنها الملك سرجون الثاني الذي أخضع المنطقة نهائياً للحكم الآشوري. وخلال العصور الكلاسيكية يبدو أن المدينة كانت خالية من السكان ولم يعثر على بقايا كافية داخل أسوار المدينة تنتمي لهذا العصر.

## الموقع

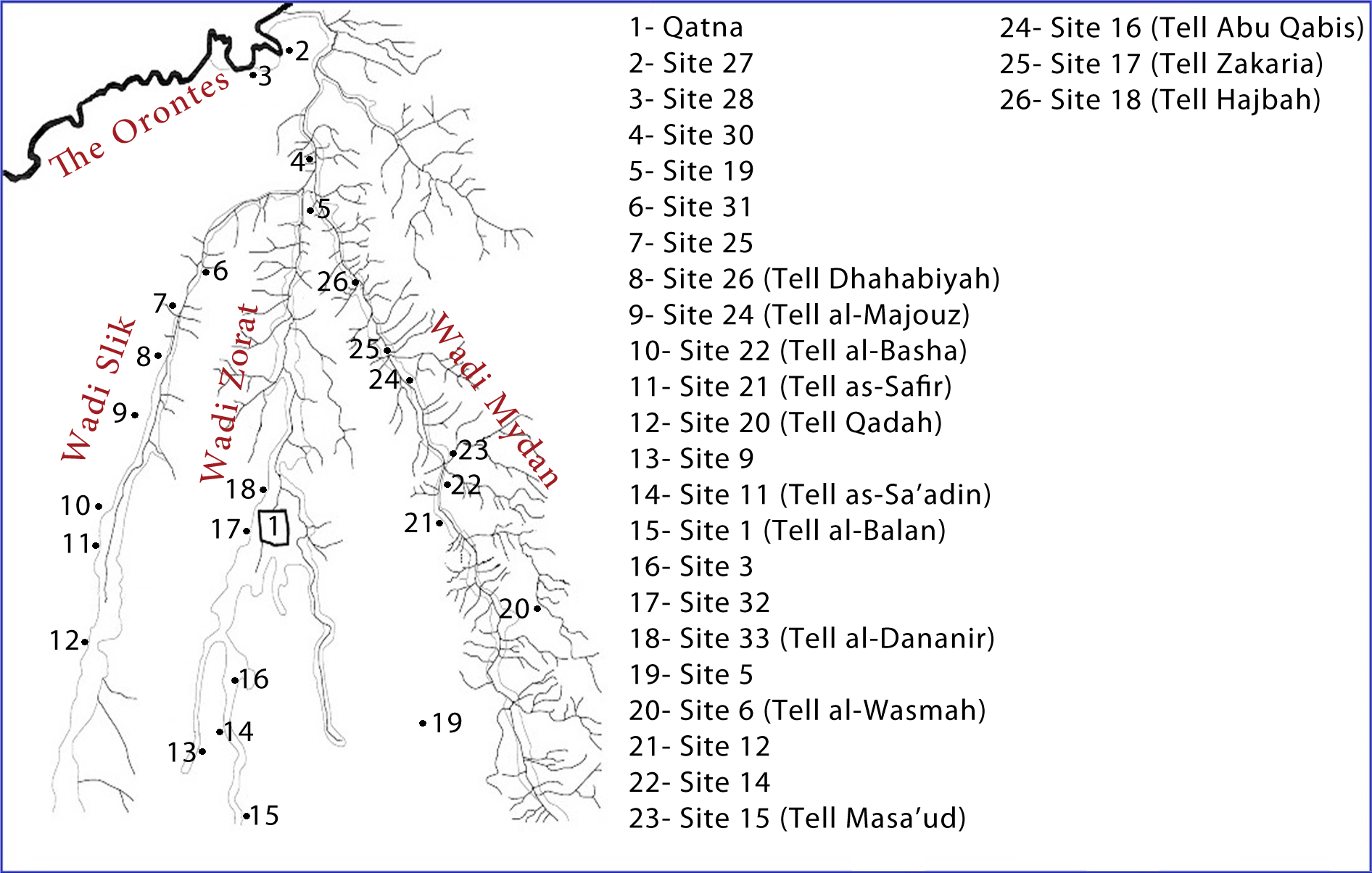
منطقة قطنا

تقع المدينة في الريف 18 كـم (11 ميل) شمال حمص. تأسست على هضبة من الحجر الجيري، وتشير بقاياها الممتدة إلى وجود محيط خصب ومياه وفيرة، وهو ما لا يتوفر في العصر الحديث. تعبر المنطقة ثلاثة أودية من روافد نهر العاصي (ميدان وزورات وسليك) تتدفق باتجاه الشمال منطقة قطنا، وتضم مساحة 26 كـم (16 ميل) الشمال والجنوب و 19 كـم (12 ميل) الشرق والغرب. تقع المدينة على طول الوادي المركزي (زورات)، وتحيط بها ما لا يقل عن خمس وعشرين مستوطنة تابعة، معظمها على طول الميدان (الذي يمثل الحدود الشرقية للمنطقة) وسليك (الذي يمثل الحدود الغربية للمنطقة الأودية). أصبحت الأودية الآن جافة معظم أيام السنة، ولكن خلال موسم الأمطار يكون تصريفها غير متناسب مع حجم وديانها، مما يشير إلى أن المنطقة كانت أكثر رطوبة بكثير وكانت المياه أكثر وفرة في الماضي. بنيت المدينة المبكرة، التي يرجع تاريخها إلى العصر البرونزي المبكر الرابع (2200-2100 ق.م)، على شكل دائري؛ أصبح هذا الموقع الدائري هو المدينة العليا (الأكروبوليس) في المراحل اللاحقة لقطنا وكانت محاطة بمدينة سفلية مستطيلة الشكل.

### معالم قطنا

#### القصور

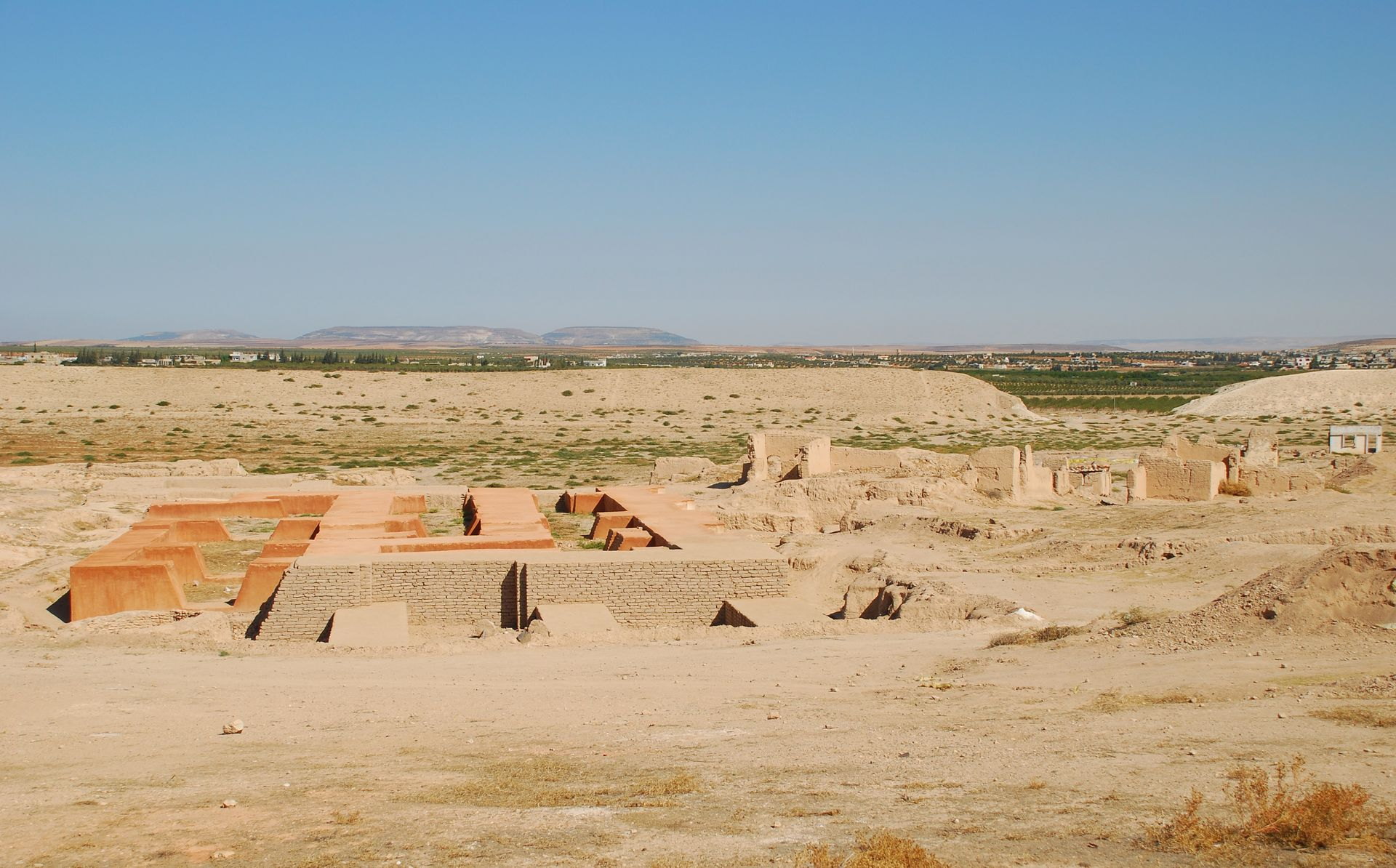
القصر الملكي (منطقة اتش)

- المبنى 8. يعود تاريخ المبنى إلى الفترة الانتقالية بين الألفية الثالثة والثانية قبل الميلاد، وقد تخلي عنه في أواخر العصر البرونزي الأوسط الثاني (1800-1600 ق.م).[24] يبلغ ارتفاع جدرانه التي لا تزال محفوظة 7.5 متر (25 قدم) وعرضه 4 متر (13 قدم).[24] وظيفة المبنى غير معروفة، لكن طبيعته الضخمة وموقعه على قمة المدينة العليا بالإضافة إلى وجود زوج من التماثيل الملكية فيه، تشير إلى أنه ربما كان قصرًا ملكيًا، خاصة أنه سبقه تشييد القصر الملكي الرئيسي في قطنا. [24] في السبعينيات، انشأ برج مياه خرساني لتزويد قرية المشرفة الحديثة؛ دمر الهيكل الجديد الجدران الشرقية والشمالية للمبنى. [25]
- القصر الملكي. تغطي مساحة قدرها 16,000 متر مربع (170,000 قدم2) وكان أكبر قصر في بلاد الشام في عصره.[26] يتكون الجزء الشمالي الشرقي من القصر من طابقين،[27] وكذلك الجناح الشمالي الغربي.[28] في المجمل، يحتوي الطابق الأول على ثمانين غرفة على الأقل.[29] بالمقارنة مع قصور العصر الأخرى في المنطقة، مثل قصر ماري الملكي، كان قصر قطنا ضخمًا،[30] بما في ذلك قاعات ضخمة مثل القاعة سي، المعروفة سابقًا باسم معبد بيليت إكاليم (نينغال)،[31] والتي كانت 1,300 متر مربع (14,000 قدم2) بمساحة[27] والقاعة أ بمساحة 820 متر مربع (8,800 قدم2).[30] أنشأ القصر خلال الفترة الانتقالية من العصر البرونزي الأوسط إلى المتأخر، ج. 1600 قبل الميلاد،[32] في الجزء الشمالي من الأكروبوليس فوق مقبرة مهجورة.[33]
- القصر الجنوبي. يقع مباشرة جنوب القصر الملكي، ويضم ما لا يقل عن عشرين غرفة وأرضيات خرسانية.[34] تعرض الهيكل لأضرار جسيمة، مما يجعل تأريخ بنائه صعبًا.[34]
- القصر الشرقي. يقع إلى الشرق من القصر الملكي في المدينة العليا،[35] ويعود تاريخه إلى العصر البرونزي الأوسط الثاني ويتكون من فناء كبير واحد على الأقل وخمس عشرة غرفة.[12]
- قصر المدينة السفلى. تقع في الجزء الشمالي من المدينة السفلى، بُني في القرن السادس عشر قبل الميلاد.[36] ويحتوي على ستين غرفة على الأقل.[37]

#### المقابر
- القبر الرابع. اكتشف روبرت دو ميسنيل دو بويسون هذا القبر في عشرينيات القرن العشرين؛[38] قام بتأريخها إلى 2500-2400 ق.م، بينما أسندها كلود فريدريك أرماند شيفر إلى الفترة ما بين 2200 و1900 ق.م.[39] القبر يتشكل من عمود دفن متعدد الغرف، وهو الوحيد من نوعه في المدينة.[40]
- مقبرة العصر البرونزي الأوسط، تقع بالقرب من الطرف  الشمالي للمدينة العليا وتعرضت لأضرار بالغة بسبب بناء القصر الملكي فوقها.[41] احتوت المقبرة على ثلاثة أنواع من المدافن: قبور بسيطة محاطة بالطوب، أو أواني الطبخ، أو الأعمدة المقطوعة في الصخور.[42][43] أبرز الأعمدة هي المقابر الأول والثاني والثالث والخامس.
- الهايبوغيوم الملكي (المقبرة السادسة).[44] يقع هذا على مسافة 12 متر (39 قدم) أسفل القصر الملكي،[45] في الطرف الشمالي.[46] تتكون المقبرة من أربع غرف محفورة في الصخر أسفل أساسات القصر، [47] وممر بطول 40 متر (130 قدم) طويل يصله بالقاعة (أ) بالقصر الملكي.[46] تقسم الممر أربعة أبواب، ثم يتجه نحو الشرق ويتوقف فجأة؛ غرفة انتظار 5 متر (16 قدم) يتبعها أسفل أرضية الممر ويستخدم درج خشبي للنزول إليه،[46] وبعد ذلك باب يؤدي إلى حجرات الدفن.[48] كان الهايوجيوم مستخدمًا لمدة 350 عامًا تقريبًا،[48] ودفن جثث كلا الجنسين والأعمار المختلفة فيه؛ [49] عثر على ما لا يقل عن 19-24 شخصًا في القبر.[50]
- القبر السابع. يقع هذا تحت الجناح الشمالي الغربي للقصر الملكي.[51] ويتكون من غرفة انتظار، وغرفة مزدوجة على شكل الكلية.[28] احتوت المقبرة على ما لا يقل عن 79 فردًا، في تناقض صارخ مع المقبرة الأكبر بكثير والتي تحتوي على بقايا أقل بكثير.[50] اقترح بيتر بفالزنر أن المقبرة السابعة كانت مكانًا لإعادة الدفن؛ كانت الفترة الطويلة جدًا من استخدام هايبوجيم الملكي تعني أنه كان من الضروري تطهيره في بعض الأحيان لإفساح المجال لمدافن جديدة وبالتالي نقلت البقايا القديمة إلى المقبرة السابعة.[52]

#### معالم أخرى
- الجدران. متراس كبير يحيط بقطنا يصل 18 متر (59 قدم) في الارتفاع و 60 متر (200 قدم) إلى 90 متر (300 قدم) في العرض في القاعدة.[22] احتوى السور على العديد من البوابات، 4 وبحسب لوح من قطنا، فإن اسم أحدهم كان "بوابة (مدينة) القصر"؛ يقع القصر الملكي شرق البوابة في السور الغربي وربما كان القصر المسمى في اللوح.[53]
- بحيرة المشرفة. نمت قطنا على شاطئ بحيرة جفت تماما في نهاية العصر البرونزي، في ق. 1200 ق.م.[54] عندما بُنيت الدفاعات، بُنيت الأجزاء الشمالية والغربية من السور داخل البحيرة، وتقسيمها إلى بحيرة داخلية تغذيها نبع يقع في السفح الشمالي للمدينة العليا،[55] بينما كان الجزء الأكبر المغلق خارج الجدران يشكل خزانا للسكان.[56]

## الاكتشاف

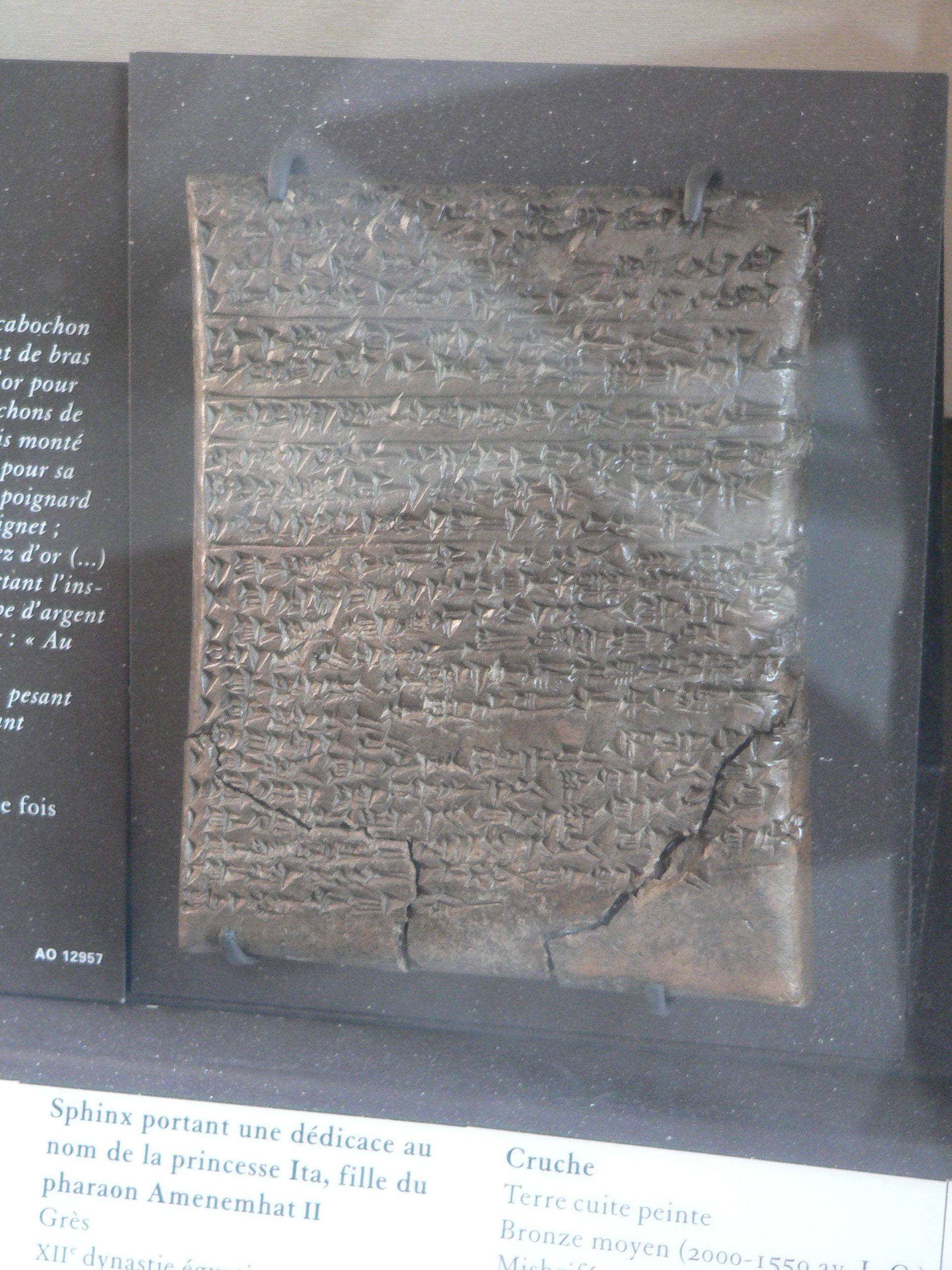
لوح مسماري من القرن الخامس عشر قبل الميلاد معروض الآن في متحف اللوفر.

تعود قصة اكتشاف قطنا إلى عام 1924م زمن الانتداب الفرنسي، عندما بدأ الفرنسي الكونت دوبويسون آر دو بويسون أعمال التنقيب الأولى ضمن التل الأثري، كذلك قام بالعديد من المسوحات الأثرية، وفي تلك الفترة كشف عن القصر الملكي والعديد من اللقى والبقايا الأثرية وكان من بينها ألواح كتابية ذكرت اسم المدينة قطنا. واستمرت بعد ذلك أعمال التنقيب حتى عام 1929م، غادر بعدها دوبويسون معتقداً أنه قام باكتشاف القصر الملكي بالكامل، ليسكن الموقع من قبل أهالي المنطقة وتحتل مساكن القرية مساحة الموقع بالكامل تقريباً.
وإلى جانب أعماله في قطنا قام دوبويسون بالكثير من الأعمال ووصل إلى ضفاف الفرات لا سيما في موقع دورا أوروبوس وفي منطقة الباغوز، ولم يكتف بذلك بل عاد إلى سورية عام 1965م وقام بأعمال تنقيب في ساحة معبد بل في تدمر.
يبقى الوضع في قطنا على ما هو عليه حتى عام 1982م عندما نقلت القرية من داخل الموقع إلى منطقة مجاورة، لإعادة أحياء أعمال التنقيب عام 1994 من قبل بعثة سورية من المديرية العامة للآثار والمتاحف بقيادة الدكتور ميشيل المقدسي، وقامت بإجراء العديد من الأعمال في قطاعات مختلفة من المدينة.
وتابعت البعثة السورية أعمالها حتى عام 1999م حيث انضم إليها فريق ألماني وآخر إيطالي ومنذ ذلك الوقت حتى الوقت الحاضر تعمل في الموقع ثلاث بعثات أثرية بهدف الكشف عن أسرار مملكة قطنا.

## التاريخ

### العصر النحاسي
احتل الموقع لأول مرة خلال العصر النحاسي الرابع المتأخر (3300-3000 ق.م). تركزت هذه المستوطنة المبكرة في الجزء الأوسط من المدينة العليا. وظيفتها غير معروفة وانتهى في أواخر الألف الرابع قبل الميلاد.

### البرونزية المبكرة
وبعد توقف دام عدة قرون، أعيد احتلال الموقع حوالي عام 2800 ق.م خلال العصر البرونزي المبكر الثالث. شهد القرنان الأخيران من الألفية الثالثة قبل الميلاد اضطرابًا واسع النطاق في المستوطنات الحضرية في سوريا وهجر العديد من المدن؛ معو ذلك، يبدو أن قطنا كانت استثناءً، حيث استمرت في النمو. خلال العصر البرونزي المبكر الرابع، وصل حجم قطنا إلى 25 ها (62 أكر)؛ كانت تضم حيًا سكنيًا كثيفًا ومرافق لتخزين ومعالجة الحبوب، خاصة مخزن حبوب كبير متعدد الغرف مشابه لذلك الموجود في تل بيدر. ربما كانت المدينة أحد المراكز الحضرية لاتحاد إبال، وربما كانت مركزًا للملك أو الأمير. احتلت المدينة الأولى الأكروبول، ولم يعثور على أي من بقاياها في المدينة السفلى. معظم المستوطنات الصغيرة المحيطة بقطنا، 1 ها (2.5 أكر) إلى 2 ها (4.9 أكر) ظهرت خلال هذه الفترة؛ ربما كان هذا مرتبطًا بظهور مؤسسة مركزية في المدينة.

### مملكة قطنا
وفي العصر البرونزي الوسيط تأسست مملكة قطنا حوالي عام 2000 ق.م. في بداية العصر البرونزي الوسيط الأول، توسعت المدينة وبلغت مساحتها 110 ها (270 أكر).  أدى هذا النمو إلى انخفاض عدد المستوطنات الصغيرة حيث انجذب الناس إلى المدينة الموسعة. ومن المحتمل أن أول ذكر لـ "قطنا" بهذا الاسم يعود إلى نفس الفترة.  وفقًا لتوماس شنايدر، فإن المدينة المسماة قديم، المذكورة في فقرة مثيرة للجدل في قصة سنوحي والتي يرجع تاريخها إلى بداية الأسرة المصرية الثانية عشر في مصر (أوائل القرن العشرين قبل الميلاد)، من المرجح أن تحدد مع قطنا. قديم في النص المصري مكتوب "قدم"، وفي المصرية قطنا مكتوب "قدن". إذا كان تفسير شنايدر صحيحًا، فهذا هو أول ذكر مكتوب معروف للمدينة.  يذكر النص أيضًا أن لقب الحاكم كان مكيم (أو مقوم)، وهو لقب ملكي معروف من إبلا. نظرية شنايدر محل نقاش: في قصة سنوحي، عاد بطل الرواية إلى قديم بعد وصوله إلى جبيل؛  وأشار يواكيم فريدريش كواك إلى أن الفعل المصري " ḥs̯i " المستخدم في النص معروف أنه يشير إلى أن رحلة استكشافية معينة قد وصلت إلى وجهتها النهائية وكانت الآن عائدة إلى مصر، مما يشير إلى أن قديم كانت جنوب جبيل، بينما قطنا. إلى الشمال من مدينة جبيل.

#### زينيث
يأتي الذكر التالي لقطنا بعد قصة سنوحي من ماري في القرن الثامن عشر قبل الميلاد، في عهد إيشي أدو من قطنا. ذلك، فإن لوحًا عثر عليه في تل البيعة، يعود تاريخه إلى أوائل عهد ملك مريوط ياهدون ليم في أواخر القرن التاسع عشر قبل الميلاد، يذكر ملكًا يُدعى أموت بييل، وهو على الأرجح والد إيشي أدو؛ وهذا من شأنه أن يجعله أول ملك معروف لقطنا. وفي عهد يحدون-ليم أيضًا، تدخل مملكة يمحاض في حلب وملكها سومو-إبو السجل التاريخي من خلال نصوص ماري.
في وقت مبكر من تاريخهما، كانت بين قطنا ويمحاض علاقات عدائية. هاجم أموت بيعل الأول، بالتحالف مع يهدون ليم وحمو نبيه (ربما ملك توتول)، مدينة أم المرة اليمدانية، التي كانت ملكية شخصية للعائلة المالكة في حلب، وأخذ غنيمة كبيرة.  في وقت لاحق، انطلق يهدون ليم في رحلة استكشافية إلى البحر الأبيض المتوسط والتي استخمدت لأغراض أيديولوجية، حيث كان المقصود منها تكرار أفعال جلجامش؛ ومن المرجح أن الرحلة كانت لها دوافع سياسية غير معلنة أيضاً، عندما ينظر إليها في سياق التحالف مع قطنا. التحالف المريوطي-القطاني، والذي ربما رسخ من خلال الزواج الأسري، لا بد أنه قد استفز يمهاد، الذي دعم التمردات في ماري ليشغل يهدون ليم بمشاكله الخاصة. وعلى الرغم من التوتر والمعارك، تجنب حرب واسعة النطاق مع يمحاض.
كانت قطنا في ذروتها في عهد إيشي أدو. غزو ماري من قبل شمشي أدد الأول من آشور، الذي عين ابنه ياسماخ أدد ملكًا عليها. كان إيششي أدو متحالفًا مع شمشي أدد وإثبت توافقه مع ماري لمدة ست سنوات بين ق. 1783 و 1778 ق.م  وفي أوجها، امتدت المملكة من وادي العاصي العلوي إلى قادش في الغرب، بينما كانت تدمر مدينة قطنا الواقعة في أقصى الشرق. يحدها يمحاض من الشمال، بينما يهيمن على الجنوب حاصور، التابع القطاني. كانت ممالك أمورو العديدة، التي كانت تسيطر على الساحل الشرقي الأوسط بين جبيل وأوغاريت، تحد قطنا من الغرب وكانت من بين أتباع إيشي أدو. كما كانت تحت حكم قطنا مدن مختلفة في وادي البقاع ومدن منطقة أبوم، في غوطة دمشق الحديثة.
كانت المملكة مهددة أحيانًا من قبل البدو الرحل. رسالة مرسلة إلى ياسمة أداد تبلغه أن 2000 سوتان قاموا بمداهمة قطنا. ساءت العلاقات مع يمهاد في عهد إيشي أدو وتطور الصراع إلى حرب حدودية؛  احتلت قطنا مدينة برجا في منطقة حماة لفترة قبل أن يستعيدها سومو إيبوه. في الجنوب، واجه إيشي أدو تمردًا عامًا؛ عزز التحالف مع آشور بزواج ابنة إيشي أدو من ياسمه أداد في ق. 1782 قبل الميلاد  في العام التالي، بعد الالتماسات التي قدمتها قطنا، أرسل شمشي أداد جيشًا لمساعدة إيششي أدو في التعامل مع التمرد. تجنبت القوات الآشورية الاشتباك مع يمهاد ولم تشارك في حربها مع قطنا، في حين أقام إيشجي أدو في قادش للإشراف على قمع التمرد،  والذي كان مدعومًا على ما يبدو من قبل يمهاد. وبعد أربع سنوات في خدمة قطنا، أمر شمشي أدد قواته بالعودة؛ ربما كان هذا مرتبطًا بمعاهدة سلام بين آشور وياريم ليم الأول، ابن سومو إيبوه. إيشي أدو، الذي أعلن في الماضي أنه "حتى لو أبرم شمشي أداد السلام مع سومو إيبوه، فلن أصنع السلام أبدًا مع سومو إيبوه، طالما حييت!"، تلقى ضربة قوية، ولكن وصمتت مصادر مرعي عن كيفية تعامل الملك مع الوضع، وبحلول الوقت الذي استأنفت فيه ذكر قطنا في ق. 1772 ق.م، توفي إيشي أدو وخلفه ابنه أموت بييل الثاني.

#### الانحدار
تغير التوازن السياسي والعسكري في المنطقة بشكل كبير في عهد أموت بيئيل الثاني؛ توفي شمشي أداد حوالي عام 1775ق.م، وتفككت إمبراطوريته، بينما أزيح ياسماه أداد عن عرشه واستبدالها بزمري ليم. ياريم ليم اكتسبت اليد العليا وحولت مملكته إلى القوة العليا في بلاد الشام. واضطرت قطنا إلى احترام حدود ومصالح يمحاض. في ماري، تزوج زمري ليم، الذي كان ربيبة ياريم ليم، من أخت أموت بيئيل الثاني وأرملة ياسمه أداد دام خوراسي، ويبدو أن هذا يرضي ملك قطنا، كما علاقاته مع ماري. لم تكن معادية أبدا. في عام 1772ق.م، ثارت قبائل بني يمينة ضد زمري ليم، الذي طلب المساعدة من قطنة؛ أرسل أموت بيعل الثاني قواته إلى دور يهدون ليم (ربما دير الزور الحديثة) لدعم ماري، ولكن عندما طلب دعمًا عسكريًا من مريوط في وقت لاحق، تردد زمري ليم لأن ياريم ليم كنت ضده صراحةً. مثل هذا الإرسال. وعندما حاولت قطنا التحالف مع إشنونة، قامت ماري التي كانت في حالة حرب مع إشنونة، باعتقال الرسل بحجة أن زمري ليم يخشى على سلامتهم؛ في الواقع، ربما كان ملك ماري يتصرف نيابة عن يمحاض لمنع قطنا من إقامة مثل هذا التحالف.

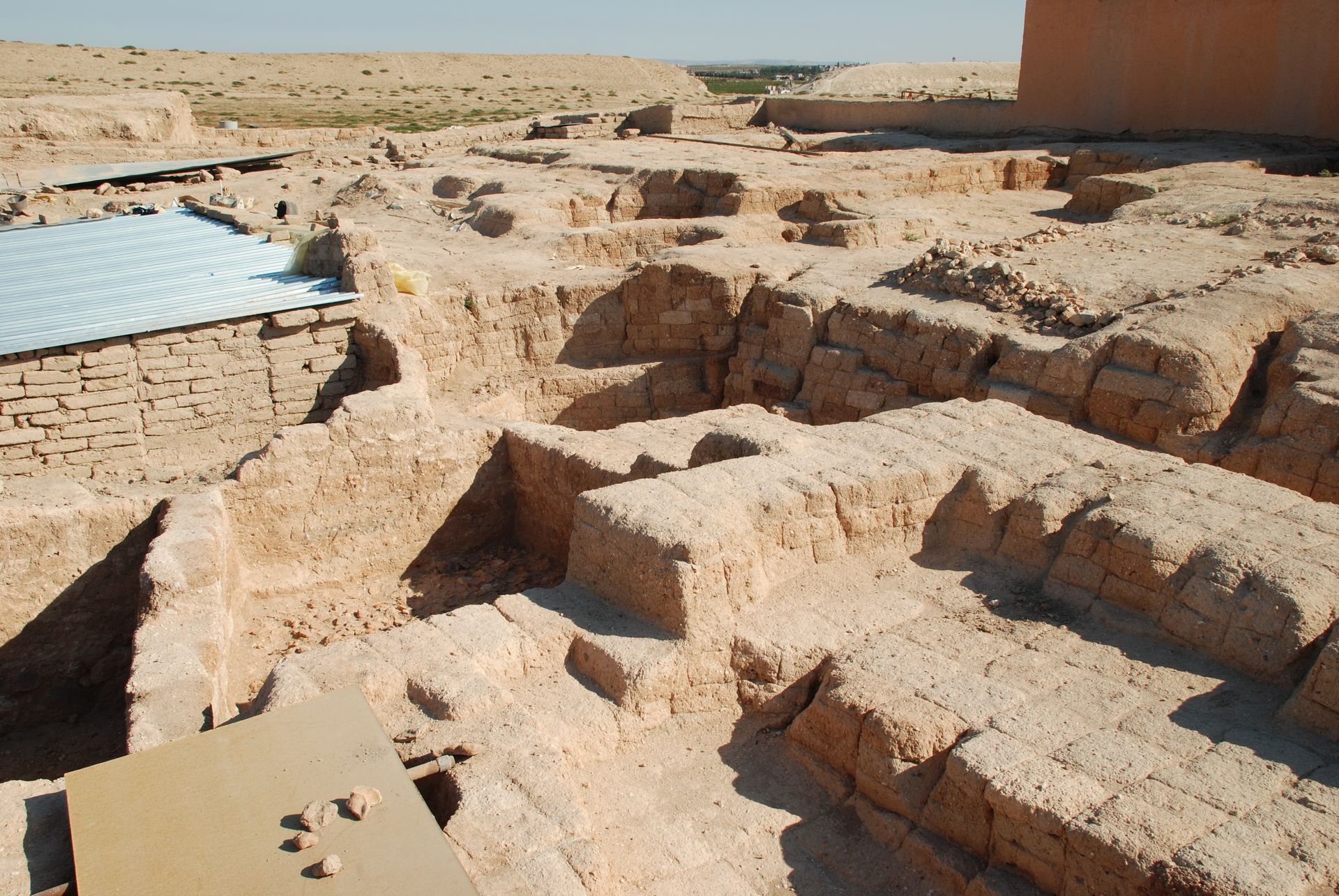
القصر الملكي

ويورد أرشيف ماري خطة بين زمري ليم، ملك كركميش، وملك إشنونة (الذي عقد السلام مع ماري)، لمهاجمة قطنا. لم يكن من الممكن أن يتحقق مثل هذا التحالف دون مشاركة يمحاض، سيد كل من ماري وكركميش؛ في النهاية، لم تنفذ الخطة وهدأت العلاقات المتوترة بين قطنا ويمحاد في السنوات الأخيرة من حكم يريم ليم. في رسالة مكتوبة إلى زمري ليم، وافقت ياريم ليم على إقامة السلام مع قطنا إذا جاء أموت بيئيل الثاني بنفسه إلى حلب، وبالتالي الاعتراف بسيادة يمحاض؛ ولا يمكن تقديم أي دليل على حدوث لقاء بين الملكين. قبل وفاته عام 1765 ق.م مباشرة، دعا ياريم ليم إلى اجتماع لأتباعه، وسافر زمري ليم إلى حلب حيث التقى رسلًا من قطنا وحاصور، مما يشير إلى أن أموت بيعل الثاني بدأ الاعتراف بـ سيادة يريم ليم، وأن حاصور، تابعة قطنا، كانت الآن تطيع يمهاد. رتب حمورابي الأول، خليفة يريم ليم، سلامًا مع قطنا ربما لم يتطلب من الملك القطاني زيارة حلب شخصيًا، لكنه أشار إلى قبول قطنا لتفوق يمهاد. يبدو هذا الاستسلام الظاهري مجرد إجراء شكلي حيث واصلت قطنا تطلعاتها إلى السلطة، كما أصبح واضحًا في سلوكها أثناء الغزو العيلامي لبلاد ما بين النهرين في السنة العاشرة من حكم زمري ليم. وصل رسول عيلامي إلى عمار وأرسل ثلاثة من خدمه إلى قطنا؛ علم حمورابي الأول ملك يمهاد بذلك وأرسل قوات لاعتراضهم عند عودتهم. قبض على الخدم، وكشفوا أن أموت بييل الثاني طلب منهم أن يخبروا ملكهم أن "البلد قد سلمه إليك، تعال إلي! إذا أتيت، فلن تتفاجأ". أرسل الملك القطاني أيضًا رسلين إلى عيلام، لكن من المحتمل أنه قبض عليهما في بابل.
أثرت هيمنة يمحد على اقتصاد قطنا. فقد الطريق التجاري الذي يربط بلاد ما بين النهرين وماري إلى قطنا عبر تدمر أهميته، في حين أصبحت الطرق التجارية من البحر الأبيض المتوسط إلى بلاد ما بين النهرين تحت السيطرة الكاملة لحلب، مما ساهم في خسارة قطنا لثرواتها. بعد تدمير ماري على يد حمورابي البابلي حوالي عام 1761 ق.م، أصبحت المعلومات حول قطنا نادرة؛ في أواخر القرن السابع عشر قبل الميلاد، غزا يمحاض قطنا وهزمها في عهد يريم ليم الثالث. تراجعت الأهمية السياسية والتجارية لقطنا بسرعة خلال العصر البرونزي المتأخر (LB I)، حوالي عام 1600 ق.م، نتيجة لتزايد التأثيرات المصرية والميتانية. ظهرت في المنطقة العديد من الدويلات الصغيرة المنفصلة عن قطنا.

#### الهيمنة الأجنبية
لا يُعرف متى فقدت قطنا استقلالها، وأصبحت تابعة للميتانيين في القرن السادس عشر قبل الميلاد، لكن أرشيف قطنا يثبت أنه حتى في فترتها الأخيرة خلال القرن الرابع عشر قبل الميلاد، حافظت قطنا على درجة معينة من الاستقلال الذاتي. حدثت التوغلات العسكرية المصرية المبكرة في المنطقة في عهد تحتمس الأول ( 1506–1493 ق.م). ويظهر اسم قديم في نقش عثر عليه على بوابة مجزأة من الكرنك ترجع إلى عهد تحتمس يذكر حملة عسكرية في شمال بلاد الشام. يشير النقش إلى أن المدن المذكورة خضعت للملك. التسلسل الجغرافي الوارد في النقش هو قديم ("Qdm")، وتونيب ("Twnjp") و"Ḏj الترجمة الصوتية للمصريين القدماء wny" (ربما سيانو)؛ قطنا (قطن بالمصرية) قد تتلاءم بشكل أفضل مع التسلسل الجغرافي، واقترح ألكسندر أرينز أن النقش ربما كان يعني قطنا.  نسي أي قسم بالولاء لمصر من قبل حكام بلاد الشام بعد وفاة تحتمس الأول. عاد المصريون بقيادة تحتمس الثالث (1479 – 1425 ق.م)، الذي وصل قطنا خلال حملته الآسيوية الثامنة، ق. 1446 قبل الميلاد لم يحكم تحتمس الثالث مباشرة في قطنا ولكنه أقام روابط تابعة وحضر مسابقة الرماية مع الملك القطاني.
قرب نهاية حكم تحتمس الثالث، وتحت تأثير ميتاني، غيرت الدول السورية ولاءها، مما أدى إلى ظهور خليفة تحتمس أمنحتب الثاني ( 1427–1401/1397 ق.م) ليزحف شمالًا في عامه السابع على العرش،  حيث قاتل قوات من قطنا القريبة من المدينة. دفع تهديد الحيثيين ملك ميتاني إلى رفع دعوى من أجل السلام: تواصل أرتاتاما مع أمنحتب الثاني للتحالف وبدأت مفاوضات طويلة. استمرت المحادثات إلى ما بعد وفاة أمنحتب، عندما تولى خليفته تحتمس الرابع (1401/1397–1391/1388 ق.م) أخيرًا أبرم معاهدة قسمت بلاد الشام بين القوتين. سقطت قطنا والولايات الواقعة شمالها مثل نوحشة في نطاق ميتاني. على الرغم من وضعها المتدني، ظلت قطنا تسيطر على جبال لبنان 80 كـم (50 ميل) بعيدا في القرن الرابع عشر قبل الميلاد.

#### إمكانية الدمج في نوهاشي
في عهد أدد نيراري من نوهاشه في القرن الرابع عشر قبل الميلاد، ربما أصبحت قطنا جزءًا من مملكته. في عام 1977، اعتبر أستور قطنا جزءًا أساسيًا من أراضي نهاشه، وحدد ملكًا لقطنا يُدعى أدد نيراري مع الملك النوحاشي. تبع أستور توماس ريختر في عام 2002، الذي اعتبر قطنا مدينة ثانوية في نطاق الملك النوحاشي. تشير ألواح قطنا إلى شكاناكو (حاكم عسكري) يُدعى لولو، واعتبره ريختر أحد مسؤولي نوهاشه.  فرضية ريختر محل نقاش؛ يقبله عدد من العلماء، على سبيل المثال بفالزنر، الذي اقترح أن الملك النوحاشي ربما كان يقيم في قصر قطنا الملكي. أرجع ريختر حكم الملك النوحاشي إلى الفترة التي سبقت الحرب السورية الأولى للملك الحثي سابيليوليوما الأول، والتي عارض خلالها أدد نيراري من نوحشه الحيثيين، وهُزِم، ووفقًا لريختر، انقسمت مملكته. بين الدمى الحيثية المختلفة بما في ذلك إيدانا قطنا.
لم يرى جيرنوت فيلهلم أي أساس لافتراض ريختر فيما يتعلق بمطابقة الملك النوحاشي مع الملك القطاني. يعتمد هذا التحديد على النظرية القائلة بأن قطنا تنتمي جغرافيًا إلى منطقة نوحاش، 13 لكن لا يوجد دليل قوي يدعم هذا الافتراض، معاهدة شاتيوازا بين الحثيين والميتانيين ذكرت بوضوح قطنا كمملكة مختلفة. من نوحشه خلال الحرب السورية الأولى عندما حكم الملك النوحشه. لو كانت قطنا جزءًا من المملكة النوحاشية، لما ذكر خضوعها للحيثيين بشكل منفصل في المعاهدة. في الحقيقة، كانت قطنا تحكمها إيدانا خلال الحرب الأولى ولا تذكر الوثائق الحثية تغيير الحكام في قطنا على يد سوبيلوليوما، مما لا يترك أي سبب للشك في أن إيدانا اعتلى العرش نتيجة الحرب. كما رفض جاك فروي فرضية ريختر. مستشهداً بحجج مختلفة، خلص إلى أن أداد-نيراري من نوهاشه كان معاصراً لإيداندا، خليفة القطاني أدد-نيراري.

#### حملات شوبيليوليوما آي
في وقت مبكر من حكمه، الملك الحثي شوبيلوليوما الأول (1350 –1319 ق.م.) بهدف احتلال أراضي ميتاني غرب الفرات. شن شوبيلوليوما عدة حملات لتحقيق هدفه: الغزوة السورية الأولى، والغزوة السورية الثانية، والحرب السورية الأولى، والحرب السورية الثانية. نقشت الأحداث والتسلسل الزمني لإخضاع الحيثيين لقطنة. كان الملك إيدانا تابعًا للحيثيين؛ تحتوي رسالة أرسلها الجنرال الحيثي كانوتي على مطالبة ايداندا بتحصين المدينة.  يعتقد فروي أن إيدانا تخلى عن ميتاني وانضم إلى الحيثيين نتيجة غزوة سوبيلوليوما الأولى في سوريا.  ورد الملك الميتاني توشراتا بغزو قطنا،  وإحراق القصر الملكي؛  حدث يعود تاريخه إلى حوالي عام 1340 ق.م. من ناحية أخرى، يعتقد فيلهلم أن إيدانا خضعت للحيثيين نتيجة الحرب السورية الأولى.
الأحداث التي أدت إلى تدمير القصر الملكي لم تتسبب في تدمير المدينة بأكملها. تذكر معاهدة الشطيوازة، التي تصف أحداث الحرب السورية الأولى، أن قطنا تعرضت للغزو والتدمير، وهجر أهلها أثناء الحرب.  معو ذلك، فإن خليفة إيدانا، أكيزي، كان يحكم في النصف الثاني من حكم الفرعون المصري أخناتون بعد الحرب السورية الأولى، أو قبل الحرب السورية الثانية بوقت قصير. يمكن تفسير هذا التناقض إذا لم تذكر المعاهدة الأحداث بترتيب زمني؛ يعتقد العديد من العلماء، مثل فيلهلم، أن مؤلف الوثيقة نظم النص وفقًا لمبدأ الارتباط، بدلاً من اتباع تسلسل الأحداث. 
اتصل أكيزي بمصر وأعلن نفسه خادمًا للفرعون. إنشأ تحالف مناهض للحيثيين، ربما نظمه أكيزي. حاول شوبيلوليوم استخدام الوسائل الدبلوماسية لحل الصراع لكن أكيزي رفضها. وسرعان ما تبع ذلك تدخل عسكري حيثي وطلب أكيزي من مصر قوات، لكنه لم يتلق أيًا منها.  جاء شوبيلوليوما بنفسه إلى قطنا بمساعدة أزيرو من أمورو. أخذ الملك الحيثي معه تمثالاً لإله الشمس، كان قد أهداه لقطنا من أحد أجداد أخناتون. ترمز هذه الخطوة إلى الاستسلام النهائي للمملكة.
نجا أكيزي من تدمير مدينته وواصل اتصالاته مع الفرعون لبعض الوقت؛ في رسالة العمارنة (EA 55)، وصف ملك قطنا لأخناتون تصرفات شوبيلوليوما ونهب قطنا. ومن ثم، فإن النهب الأخير لقطنا حدث بعد تدمير القصر الملكي عام 1340 ق.م، وقبل وفاة أخناتون، الذي وجهت إليه الرسالة، في ق. 1334 قبل الميلاد اقترح تريفور برايس أن أكيزي ربما قبل السيادة الحثية مرة أخرى. وعلى أية حال، فهو آخر ملك معروف. فقدت المدينة أهميتها بعد نهبها ولم تستعد مكانتها السابقة أبدًا.

### الدمار ما بعد الحيثية
شكل تدمير القصر الملكي انقطاعاً في تاريخ قطنا؛ تخلي عن جميع القصور الأخرى وانهار النظام السياسي. بُنيت ورشة فخارية في مكان القصر الجنوبي، في حين استبدل قصر المدينة السفلي بفناءين متجاورين محاطين بالجدران. تشير البيانات الأثرية إلى وجود مستوطنة أقل بكثير مع عدم وجود دور إقليمي. بعد القرن الثالث عشر قبل الميلاد، لا يوجد دليل أثري يثبت أن المدينة كانت محتلة؛ توقفت الأسماء الجغرافية قطنا عن الظهور، ويعود تاريخ مستوى الاحتلال التالي إلى أواخر القرن العاشر قبل الميلاد، مما يشير إلى أنها كانت غير مأهولة بالسكان لمدة ثلاثة قرون.

### السريانية الحثية والفترات التالية
في أواخر القرن العاشر وأوائل القرن التاسع قبل الميلاد، أعيد احتلال الموقع لكن اسمه خلال تلك الفترة غير معروف. اكتشف ثلاث منحوتات لرؤوس بشرية مصنوعة من البازلت في الموقع؛ من المحتمل أنهم يعود تاريخهم إلى منتصف القرن التاسع قبل الميلاد. في هذا الوقت، ربما كانت المنطقة تحت سيطرة فلسطين، وكانت قطنا تحت حكم حماة، والتي ربما كانت جزءًا من فلسطين. تحمل الرؤوس البازلتية أوجه تشابه مع تمثال اكتشف في عاصمة فلسطين، ولكن لا توجد معلومات كافية للسماح باستنتاج عام حول حدود فلسطين وامتدادها إلى قطنا. كانت المستوطنة صغيرة؛ وشملت المباني الكبيرة التي استخدم كمساكن ومرافق التصنيع.
بحلول القرن الثامن، شهد الموقع انتعاشًا في الاستيطان. توسعت المدينة و بُنيت العديد من المنازل والمباني العامة ومناطق التخزين. كانت المستوطنة الموسعة حديثًا على النقيض من المستوطنة السابقة في القرن العاشر/التاسع؛ يشير وجود المباني الرسمية وظهور العديد من المستوطنات التابعة المحيطة بقطنا إلى أن المدينة كانت مركزًا محليًا في مملكة حماة. دمرت المباني الرسمية بعنف، ربما على يد الملك الآشوري سرجون الثاني (722–705 ق.م) الذي ضم المنطقة عام 720 ق.م. ظل الموقع مأهولًا خلال العصر الحديدي الثالث، بعد التدمير الآشوري، لكن المستوطنة تقلصت إلى حد كبير، حيث قلصت إلى قرية تضم الجزء المركزي من الأكروبوليس. تخلي عنها في منتصف القرن السادس قبل الميلاد.
وفي منتصف القرن التاسع عشر، بُنيت قرية حديثة (المشرفة) ضمن الموقع القديم. بُنيت المنازل فوق طوابق القصر الملكي، مما أدى إلى إتلافها إلى حد ما، ولكنه أدى أيضًا إلى حماية الآثار الموجودة تحتها. في عام 1982، قامت المديرية العامة للآثار والمتاحف السورية بإعادة توطين السكان في قرية جديدة بجوار التل القديم، مما جعل الموقع متاحًا للبحث الأثري الحديث.

## عصر البرونز الوسيط

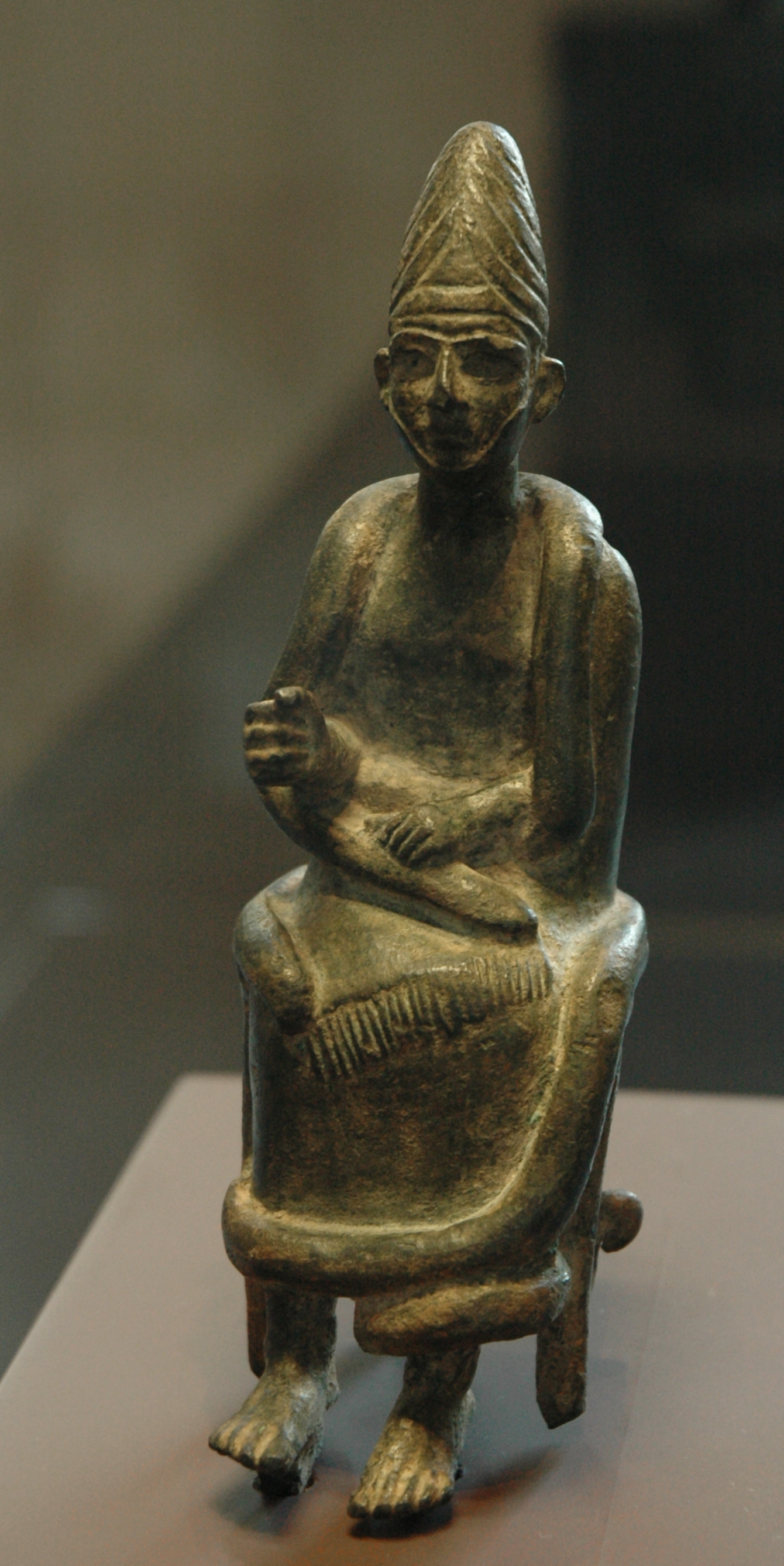
تمثال لأحد الآلهة القطنية القديمة، يعود إلى العصر البرونزي الوسيط.

(2000-1500 ق.م) كان الموقع (الذي يمكن حصره في هذه الفترة بالمنطقة القائمة داخل مدينة قَطْنا) إحدى الممالك والمراكز التجارية الرئيسية في سوريا إلى جانب مملكتي يمحاض - (حلب) وماري.وقد قامت مدينة قَطْنا على تقاطع الطرق التجارية الرئيسية العابرة للمنطقة وهو الأساس الذي قامت عليه مكانتها البارزة تجاريًا وإستراتيجيًا وسياسيًا. وأقامت المملكة الآشورية القديمة، مع ملكها شمشي - حدد الأول، علاقات دبلوماسية وتجارية وثيقة مع ملك قَطْنا أشخي حدد في بداية القرن الثامن عشر قبل الميلاد.

## عصر البرونز الحديث
(1600/1550-1200 ق.م) كانت قَطْنا مملكة محلية على مناطق حدودية يتنافس عليها النفوذ العسكري والسياسي المصري والميتاني والحيثي. وتعد هذه الفترة من تاريخ المدينة، أفضل فترة معروفة من الناحية الأثرية حتى اليوم.
بُنيت منطقة كبيرة لصناعة الخزف على قمة الرابية المتوسطة من أكروبول المدينة. وعند قاعدة تلك الرابية يوجد القصر الملكي (الحقول G-H) وهو ثاني أضخم قصر في سورية بعد قصر مدينة ماري، ومنطقة سكنية كبيرة بارزة. وإلى الشمال من المدينة أظهرت عمليات التنقيب الأثري قصرًا آخر هو قصر المدينة المنخفضة.

## عصر الحديد الثاني
(900-600 ق.م) يبدو أن تحولًا جوهريًا جرى في طبيعة هذا الموقع ودوره في أعقاب حدوث فجوة في إشغال ذاك الجزء من الموقع (قصر المدينة المنخفضة)
وتبرز عدة عوامل تشير إلى أن موقع المشرفة خلال القرنين التاسع والثامن قبل الميلاد كان على نحو افتراضي المركز الإداري والسياسي الإقليمي الرئيسي في الجزء الجنوبي الشرقي من أراضي مملكة حماة الآرامية، وهذه العوامل هي:
- وجود مبنى إداري في أكروبول المدينة (مبنى يتحكم بمجالين ضخمين متخصصين بصناعة النسيج المصبوغ، وتخزين الغلال الزراعية وتحويلها إلى أغذية على نطاق غير محلي)
- الامتداد العام للموقع (الذي غطى مساحة مأهولة تعادل 70 هكتارًا بالحد الأدنى)
- مكان الموقع الذي يتوسط نظام الاستيطان المحلي المكون من قرى ريفية تنتشر في الضواحي ضمن فسحات منتظمة.

هجر الموقع بعد عصر الحديد الثاني وبقي خاليًا من السكان حتى أواسط القرن التاسع عشر حيث بُنيت قرية حديثة ضمن الأسوار الضخمة للمدينة القديمة. أشهر واغنى عائلاتها القطنانيون.

## مخطط المدينة
يحيط بالمدينة خندق مربع مكتمل الأضلاع تقريبًا وتحصينات بارزة. وما زالت التحصينات الترابية تنتصب على ارتفاعات تتفاوت بين 15-20 مترًا مسوِّرة مساحة تبلغ 110 هكتارات، في حين توجد أربع بوابات تقتطع مساحتها من تلك الأسوار على الجهات الأربع. يطل أكروبول قَطْنا على جزئها الغربي الأوسط، وكان يحيط بذاك الأكروبول مدينة منخفضة واسعة تبلغ مساحتها 70 هكتارًا تقريبًا. وتنتصب عند زاويتها الجنوبية الشرقية رابية نصفها طبيعي التشكل ونصفها صنعيّ
تعود مستويات السكن الأولى المبرهن عليها حتى اليوم في المشرفة للألف الثالث قبل الميلاد (عصر البرونزي القديم الثالث والرابع، 2600-2000 ق.م). إلا أنه لم يكن بالإمكان سوى جمع معلومات محدودة حتى الآن في هذا الموقع حول هذه الفترة الهامة من التاريخ السوري، وما زال اسم هذا التجمع السكني غير معروف.

## مجتمع

### السكان واللغة
كانت مملكة قطنا ذات أغلبية سكانية سامية أمورية. جميع الأسماء الشخصية من قطنا في أرشيف ماري كانت أمورية. كانت العائلة المالكة أيضًا أمورية وبقيت كذلك خلال الميتاني الذي شهد توسع الحوريين؛ بحلول القرن الخامس عشر قبل الميلاد، كانت قطنا تحتوي على عنصر حوري كبير. كان الآراميون مسؤولين عن إعادة احتلال الموقع في الألفية الأولى قبل الميلاد.
وكان العموريون في قطنا يتحدثون لغتهم الخاصة، لكن الملوك كانوا يتواصلون مع نظرائهم باللغة الأكدية، التي كانت لغة الكتابة في المدينة. تأثرت اللغة الأكادية في قطنا بشدة بالحورية في القرنين الخامس عشر والرابع عشر قبل الميلاد؛ قال ريختر أن لهجة هجينة أكادية-حورية خاصة تطورت في قطنا. تظهر النصوص من قطنا العديد من العناصر الحورية، مما يثبت أن الحورية كانت بارزة بين الكتبة، ولكن لا يمكن تحديد هيمنتها كلغة منطوقة من قبل عامة الناس.

### دِين

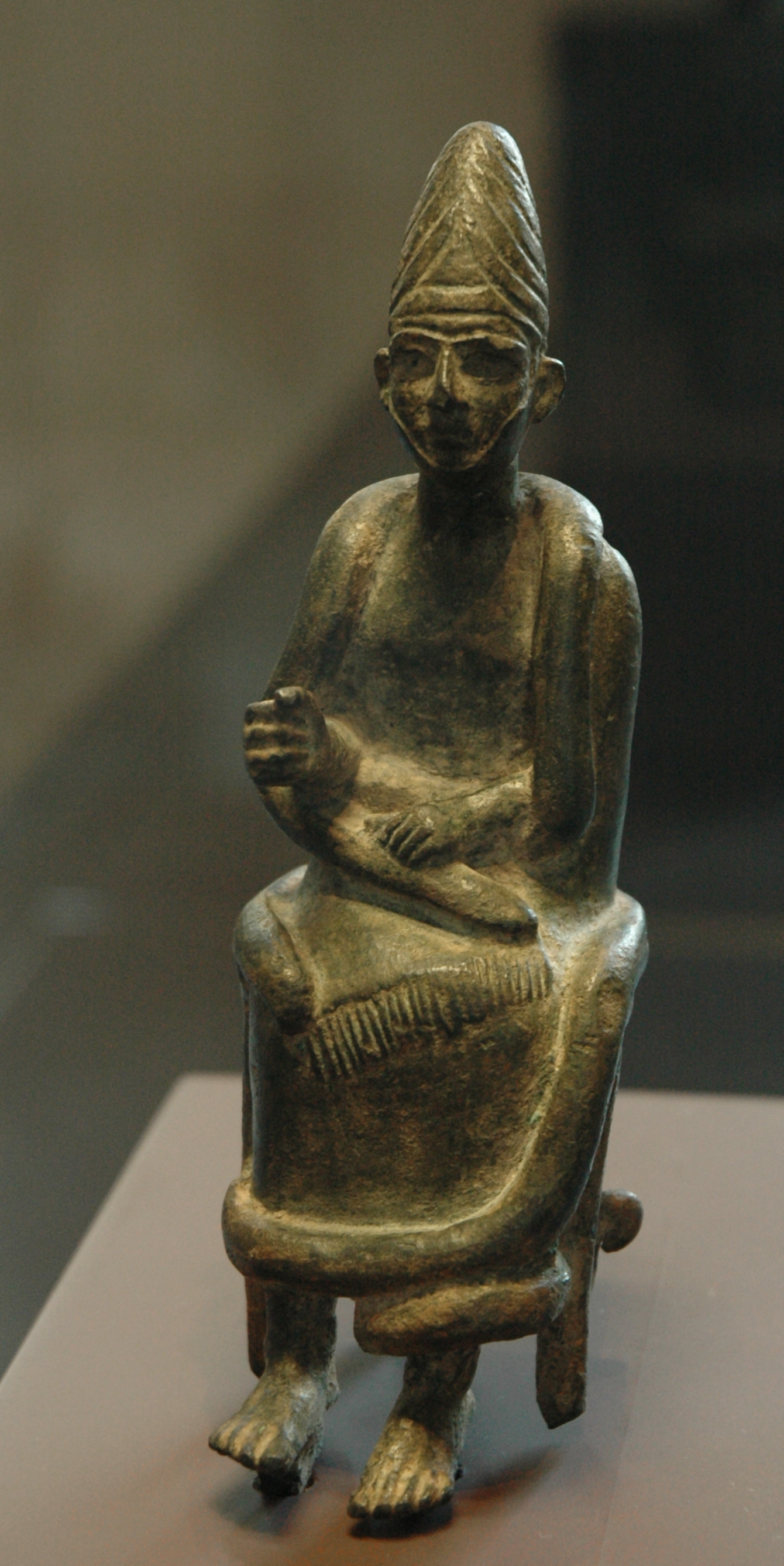
تمثال صغير لإله جالس من قطنا

لا تتوفر تفاصيل عن الحياة الدينية في قطنا بسبب ندرة الأدلة المكتوبة من المدينة؛ وبشكل عام، يبدو أن العديد من الطوائف كانت موجودة ومختلطة في قطنا،  وأبرزها عبادة الأسلاف الملكيين، وعبادة الآلهة، وعبادة الموتى.

#### عبادة الآلهة

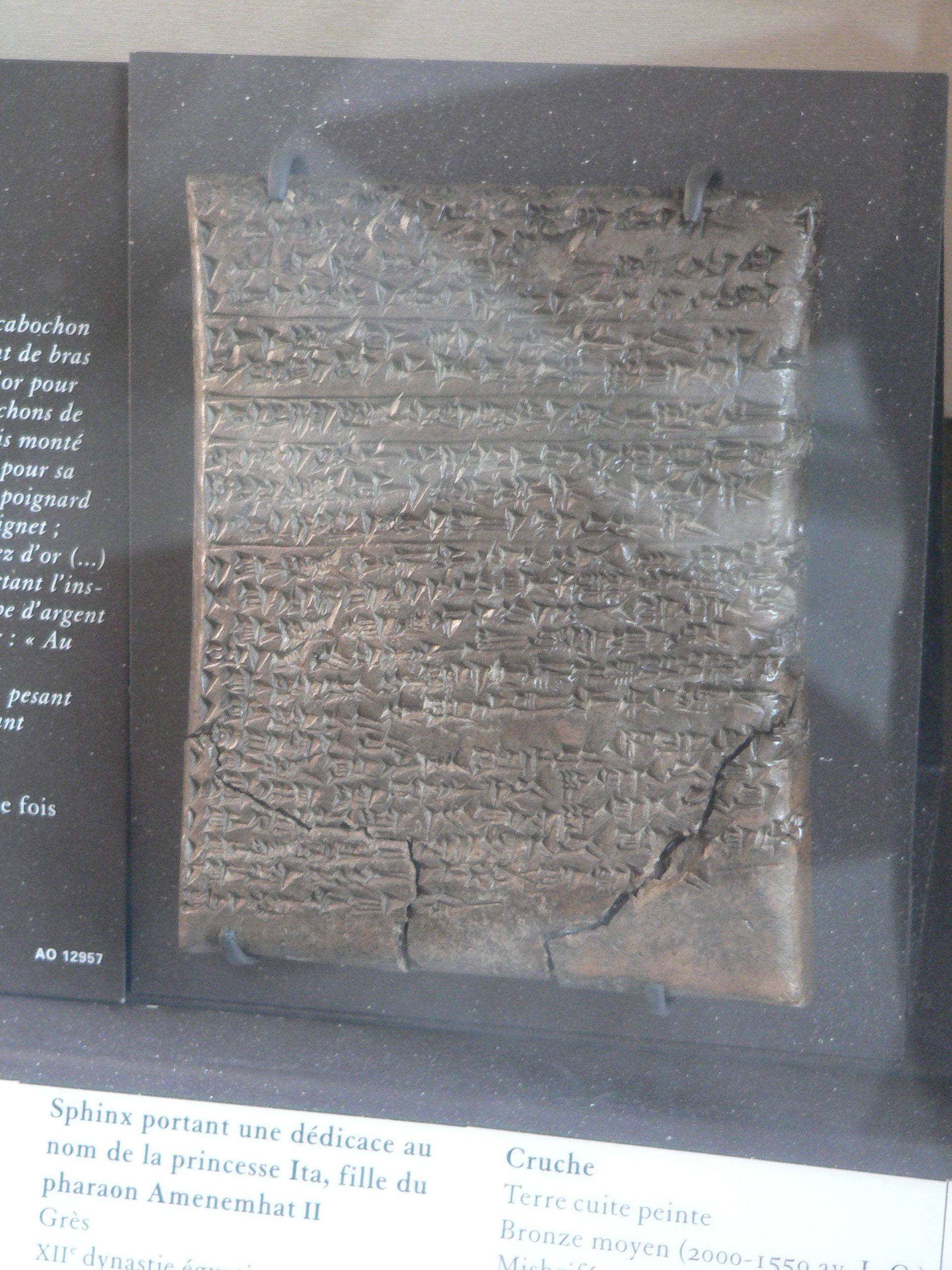
قائمة جرد للهدايا المقدمة إلى "آلهة الملك"

كانت بيليت اكليم (نينغال) إلهة بارزة في قطنا؛ تظهر قوائم الهدايا المقدمة للآلهة الموجودة في القاعة سي بالقصر أنها كانت عنصرًا بارزًا في القداس الملكي، حيث أُطلق عليها لقب "سيدة القصر" و"بيلت قطنا"، مما يجعلها فعالة إلهة المدينة. معو ذلك، لم يعثر على أي أثر لمعبد أو مزار في المبنى. تذكر قوائم الجرد أيضًا "آلهة الملك"؛ هناك جدل حول ما إذا كان هذا يشير إلى الآلهة أو إلى أسلاف الملوك. حدد جان بوتيرو "آلهة الملك" بإله الشمس، الذي أطلق عليه أكيزي "إله والدي" في رسالته إلى أخناتون. اعتبر غريغوريو ديل أولمو ليتي شمش إله سلالة قطنا، ولكن من المحتمل أن "آلهة الملك" كانت تضم آلهة أخرى أيضًا. يعتبر جان ماري دوراند أن أدو هو إله المدينة بناءً على ختم يرجع تاريخه إلى عهد إيشكي أدو يصف أدو على هذا النحو. إشارة أخرى إلى الآلهة المعبودة في قطنا تأتي من أرشيف ماري؛ كانت ابنة إيشي آد مكرسة للإلهة عشتار، وقد دعا زمري ليم ذات مرة آموت بيئيل الثاني إلى ماري للمشاركة في طقوس تلك الإلهة، مما يشير إلى أن عبادة عشتار كانت بارزة في قطنا. 

#### عبادة الأحجار المقدسة
تظهر نصوص ماري أن عبادة الحجارة، وخاصة "السكانوم" (أي بيتيليس - الحجارة المقدسة)، كانت منتشرة على نطاق واسع في غرب سوريا، وممارستها في قطنا معقولة. أطلق دو ميسنيل دو بويسون على الغرفة اف في القصر الملكي اسم "هوت ليو" واعتبرها ضريحًا لـ عشيرة (إلهة). استبعدت الأبحاث التي أجريت بعد عام 1999 فرضية دو ميسنيل دو بويسون وخلصت إلى أن الغرفة عبارة عن حمام، ولكن أظهرت الأبحاث الإضافية أن تفسير الحمام يجب أن يكون خاطئًا أيضًا. اقترح بفالزنر، بناءً على أن هندسته المعمارية مناسبة لاحتواء الحجارة المقدسة، 21 أن الغرفة F كانت ضريح القصر لعبادة الأحجار المقدسة. ويخلص بفالزنر إلى أنه "لا يمكن استخلاص دليل قاطع على وظيفة الغرفة F في قطنة من هذا التوازي. ولا يوجد أي دليل على إهداء معبد الحجر المقدس المحتمل في قطنا".

#### عبادة الأجداد الملكيين
وكان الأجداد يعبدون في قطنا؛ قدم الهايبوغيوم الملكي كمية كبيرة من البيانات المتعلقة بعبادة عبادة الأسلاف والممارسات المرتبطة بها. ويتم التمييز بين نوعين من المدافن؛ دفن أولي يهدف إلى نقل الموتى إلى العالم السفلي، ودفن ثانوي يهدف إلى تحويل المتوفى إلى شكله النهائي: سلف. يقدم الهايبوجيوم الملكي تلميحات حول الطقوس المختلفة التي تحدث أثناء الدفن الثانوي؛ ومن السمات الملحوظة أن الهياكل العظمية لم تكن كاملة، ولم يتم العثور على جماجم لغالبية بقايا الدفن الثانوية. لا يوجد دليل على أن الجماجم تحللت لأنها تركت وراءها أسنانًا، والتي تم العثور على عدد قليل جدًا منها، مما يشير إلى أن الجماجم قد أزيلت لتبجيلها في مكان آخر. 
تم ترتيب العظام في الدفن الثانوي دون احترام الترتيب التشريحي؛ من المعقول افتراض أن عملية التوزيع كانت نتيجة طقوس رمزية أشارت إلى تغير دور المتوفى من خلال دمجه في مجموعة الأسلاف الملكيين. وضعت الأواني الفخارية بجوار بقايا الدفن الثانوية؛ ثبتها فوق القرابين الغذائية المخصصة كمصدر غذائي للموتى، مما يدل على أداء كيسبو (تغذية ورعاية سلف الفرد من خلال الإمداد المنتظم بالطعام والشراب). تقدم المئات من الأواني المكدسة دليلاً على أن الأحياء شاركوا وتناولوا العشاء مع أسلافهم وتبجيلهم. يدعو بفالزنر إلى إجراء عملية دفن ثالثة والتي يسميها الدفن الثالث؛ استخدم الغرفة الشرقية من الهايوجيوم كمخزن لعظام الموتى حيث خلط وتكديس الرفات البشرية وعظام الحيوانات المتبقية من كيسبو. استنتج بفالزنر أن العظام المتبقية في تلك الغرفة إيدعت هناك لأنها أصبحت عديمة الفائدة في الطقوس الجنائزية، وبالتالي كانت الغرفة هي مكان استراحةهم الأخير. خزن العظام في الغرفة الشرقية دون احترام لوحدة الفرد، مما يشير إلى أن الأشخاص المدفونين أصبحوا الآن جزءًا من مجموعة الأسلاف الجماعية؛ وهذا لا يعني أن الأفراد لم يعد يتم الاعتناء بهم، إذ تشير الأوعية العديدة الموجودة في الغرفة إلى استمرار تقديم القرابين الغذائية لهؤلاء الأسلاف. 
وفقًا لبفالزنر، يمكن ملاحظة مرحلة الدفن النهائية، والتي يسميها الدفن الرباعي. ويبدو أن المقبرة السابعة، التي تحتوي على بقايا مأخوذة من الهايوجيوم الملكي كانت بمثابة مخزن لبقايا الأفراد الذين انتهت دورة كيسبو الخاصة بهم؛ عثر على عدد قليل جدًا من الأوعية في تلك المقبرة. كانت الكيسبو مهمة لإظهار شرعية الملك، وبالتالي يجب أن تكون علنية ومرئية لحشد كبير من الناس؛ يقترح بفالزنر أن القاعة A في القصر الملكي كانت المكان المخصص لعامة كيسبو وأن غرفة الانتظار في الهايوجيوم الملكي كانت مخصصة لكيسبو الخاص الذي يضم فقط الملك وأرواح أسلافه.

### ثقافة
نظرًا لموقعها وسط شبكة التجارة للعالم القديم، كان المشهد الثقافي والاجتماعي للمدينة معقدًا، حيث كان على السكان التعامل مع التجار والمبعوثين الذين جلبوا معهم عادات مختلفة من مناطق بعيدة.  تشير قوائم الهدايا المقدمة للآلهة من القصر الملكي إلى أن قطنا استخدمت نظام الأرقام الستيني.

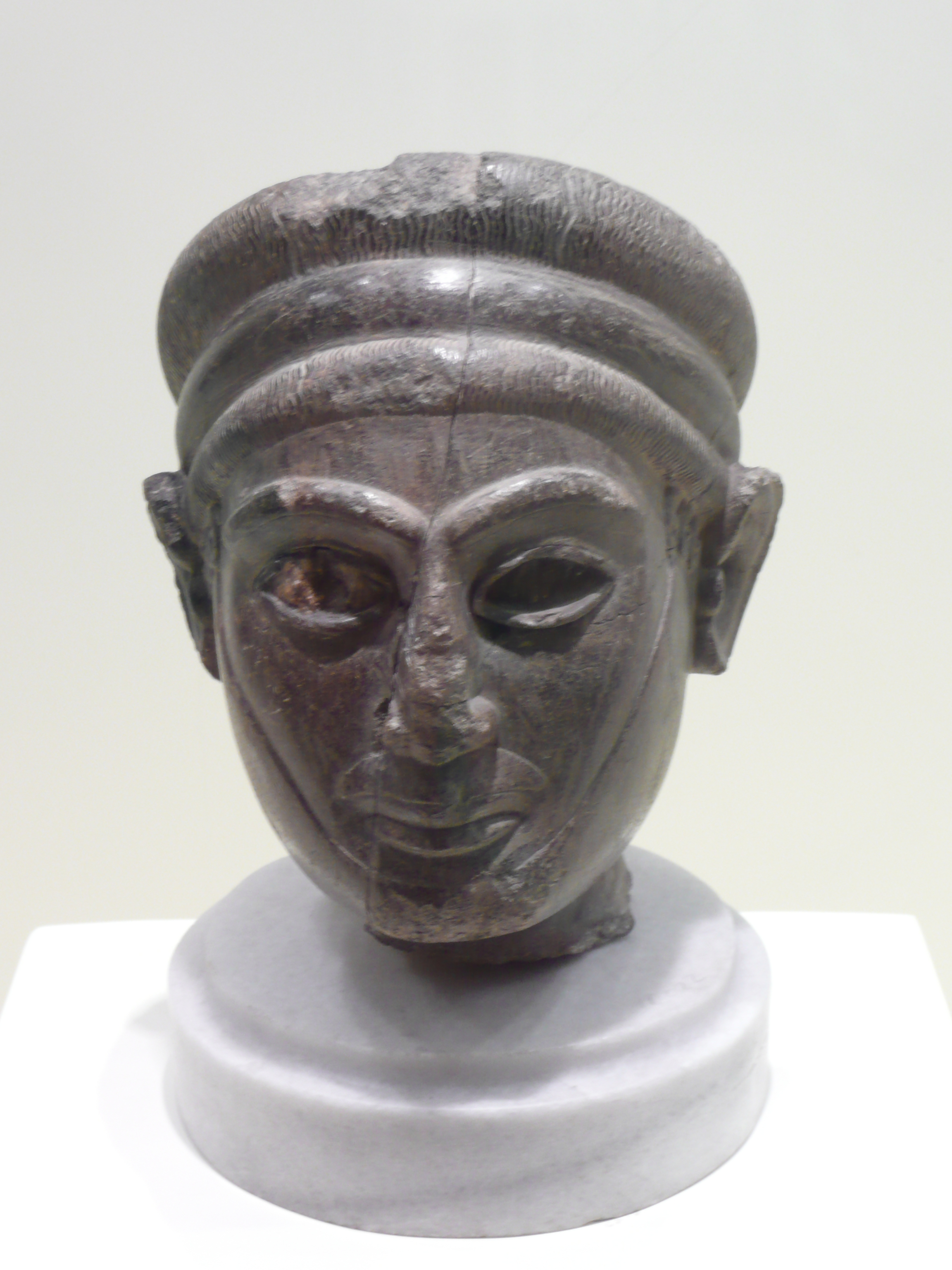
يشبه رأس يريم ليم من الالاخ إلى حد كبير التماثيل الملكية الموجودة في الهايبوجيوم الملكي.

عثر على منسوجات مصبوغة باللون الأرجواني الملكي، وهو رمز للمكانة الاجتماعية، في الهايبوجيوم الملكي. انطلاقًا من التماثيل الملكية الموجودة في غرفة الانتظار الملكية، كان أحد ملوك قطنا يرتدي ملابس مختلفة عن تلك التي يرتديها في بلاد ما بين النهرين؛ وكانت ثيابه تصل إلى كعبيه، وكانت حاشية شاله على شكل حبل غليظ، وكانت لحيته قصيرة، وغطاء رأسه عبارة عن شريط عريض. بالنسبة للدفن الملكي الأولي، اتبع عدة خطوات: بناء وعاء الدفن، ودهن الجسد بالزيت، وتسخين الجسد، وقيادة موكب الدفن، ووضع أرضية التابوت بالمنسوجات، ودفن الجسد بطبقة أخرى من المنسوجات، و أخيرًا ترسب طبقة من النباتات والأعشاب. كانت الفيلة، التي عاشت في غرب سوريا، تحظى بتقدير كبير في قطنا وترتبط بالعائلة المالكة. ويبدو أن أفراد العائلة المالكة والملك نفسه قد طاردوهم، حيث توجد أدلة على أن عظامهم كانت معروضة في القصر؛ وهكذا كانت الفيلة جزءًا من الأيديولوجية الملكية وكان صيد الفيل رمزًا للهيبة التي تمجد قوة الملك.
لم يكن هناك أسلوب عالمي في الفن في قطنا؛ 22 وبدلاً من ذلك، ساد أسلوب هجين إقليمي حيث تظهر الزخارف الدولية جنبًا إلى جنب مع الزخارف الإقليمية، إلا أن جميع القطع تكشف عن ميزات كافية لتتبعها إلى قطنا. يعد النبات ذو الشكل الحلزوني من أكثر الزخارف العالمية انتشارًا؛ 23 زيين العديد من القطع من الهيبوجيوم الملكي بالزخارف،  لكن قطنا كان لها شكل حلزوني نموذجي خاص بها، حيث يكون التاج فصًّا طويلًا واحدًا مع دلايات منقطة تتفرع من زوايا الحلزون العلوي. تشهد اللوحة الجدارية في قصر قطنا الملكي على الاتصال بمنطقة بحر إيجه. أنها تصور الزخارف المينوية النموذجية مثل أشجار النخيل والدلافين.
كما تتمتع قطنا بمهارة حرفية محلية مميزة؛ تصور اللوحات الجدارية في القصر الملكي، على الرغم من احتوائها على زخارف بحر إيجه، عناصر ليست نموذجية سواء في سوريا أو في منطقة بحر إيجه، مثل السلاحف وسرطان البحر. هذا النمط الهجين من قطنا دفع بفالزنر إلى اقتراح "نموذج التفاعل الحرفي"، والذي يعتمد على افتراض أن فناني بحر إيجه كانوا يعملون في ورش العمل السورية المحلية. ورش محلية لتصنيع الكهرمان على الطراز السوري؛ عثر على العديد من القطع في الهايبوجيوم الملكي منها 90 خرزة وإناء على شكل رأس أسد. كان العاج مرتبطًا بالعائلة المالكة وتعكس القطع المكتشفة مستوى عالٍ من الحرفية المتأثرة بالتقاليد المصرية. صُنعت المجوهرات لتناسب الأذواق المحلية حتى عندما كان أصل المفهوم أجنبيًا؛ ومن الأمثلة على ذلك الجعران، وهي أشياء مصرية تقليدية، عدلت في قطنا من خلال نقشها بزخارف محلية وتغليفها بالذهب، وهو أمر غير معتاد بالنسبة للعينات المصرية. باستثناء الخرزتين الذهبيتين اللتين يبدو أنهما مستوردتان من مصر، لم تكن أي مجوهرات اكتشفت من أصل أجنبي.
يمكن رؤية التقاليد المعمارية السورية الغربية النموذجية في القصر الشرقي، الذي يتميز بمخطط غير متماثل وقاعات استقبال ثلاثية. يُظهر قصر المدينة السفلي أيضًا سمات سورية نموذجية من الألفية الثانية، حيث يكون ممدودًا ويفتقر إلى الأفنية الضخمة التي كانت سمة تقليدية لبلاد ما بين النهرين. وبدلاً من ذلك، كان للقصر عدة أفنية صغيرة منتشرة داخله. كان قصر قطنا الملكي فريدًا في هندسته المعمارية الضخمة؛ وكان لها أساس مميز، وكانت جدران غرفة العرش 9 متر (30 قدم) واسعة، وهو ما لا يحدث في أي مكان آخر في عمارة الشرق الأدنى القديم. تُظهر الفترة التي أعقبت تدمير القصر الملكي انقطاعًا واضحًا في الثقافة، ويتجلى ذلك في ضعف مواد البناء والتقنيات المعمارية.

### اقتصاد

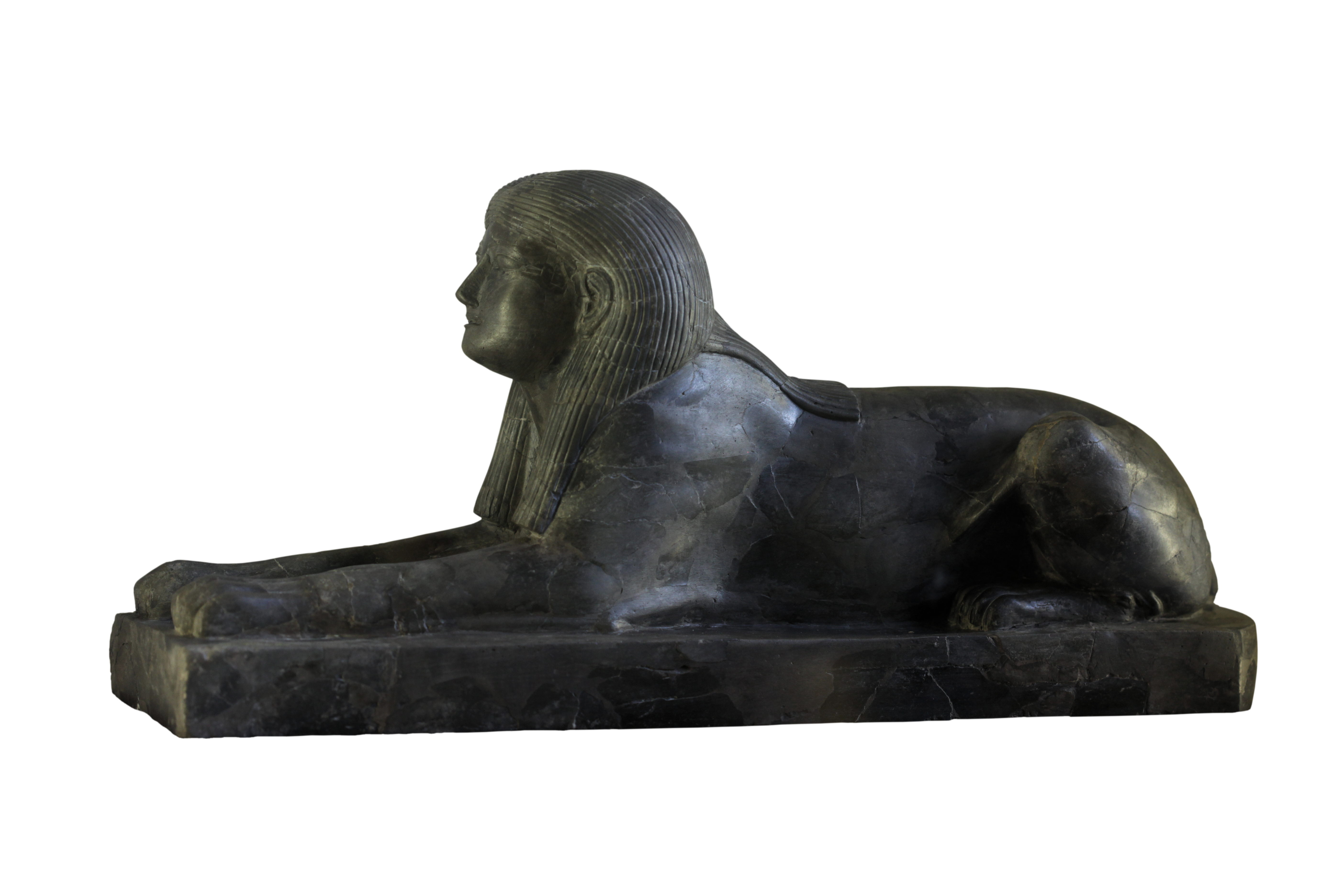
أبو الهول إيتا

تشير الاكتشافات في "المقبرة الرابعة" إلى أن قطنا كانت تمارس التجارة لمسافات طويلة منذ تاريخها المبكر. موقع المدينة على أطراف السهوب السورية جعلها محطة استراتيجية للقوافل المتجهة إلى البحر الأبيض المتوسط من الشرق. كان الريف المحيط بالمدينة هو المفتاح لنجاحها في أوائل العصر البرونزي الرابع؛ وكانت تلك الأراضي قادرة على دعم الزراعة والرعي على حد سواء. على الرغم من ندرة المياه في العصر الحديث، تؤكد الأبحاث الجيولوجية الأثرية على وديان المنطقة وفرة المياه خلال العصر البرونزي. وكانت الارض كثيرة المراعي. عندما ضرب الجفاف ماري، سمحت إيشي أدو لبدوها برعي قطعانهم في قطنا.
لا تقدم المصادر المكتوبة رؤية عميقة حول اقتصاد المملكة؛ اعتمدت بشكل أساسي على الزراعة خلال العصر البرونزي الأوسط، ولكن بحلول العصر البرونزي المتأخر، أصبحت تعتمد على التجارة مع المناطق المحيطة. كان تأمين المواد الخام النادرة بالقرب من المدينة مصدر قلق كبير للحكام؛ كان البازلت أداة بناء مهمة وربما حصل عليه من منطقة السلمية أو الرستن. وفر الكالسيت إما من الساحل السوري أو مصر، وجاء العنبر من منطقة البلطيق، بينما قدمت المناطق في أفغانستان الحديثة العقيق واللازورد.
وكانت الطرق الرئيسية التي تمر بقطنا هي من بابل إلى جبيل عبر تدمر، ومن أوغاريت إلى إعمار، ومن الأناضول إلى مصر. سمحت الضرائب المفروضة على القوافل التي تعبر طرق التجارة لملوك المدينة بالثراء؛ يمكن الحصول على نظرة ثاقبة لثروة قطنا من مهر ابنة إيشجي أدو، التي مُنحت 10 مواهب من الفضة (288كجم) و5 مواهب من المنسوجات (بقيمة 144كيلو من الفضة). كانت الخيول البيضاء من بين أشهر صادرات قطنا، بالإضافة إلى النبيذ عالي الجودة، والأخشاب من جبل لبنان القريب، والسلع، مثل العربات، من صناعة حرفية عالية المهارة.

### حكومة
يشير وجود المرافق الزراعية في الأكروبوليس خلال الفترة المبكرة من العصر الرابع للعهد الجديد إلى أن هناك سلطة مركزية تشرف على عملية الإنتاج؛ وربما كانت المدينة مركزًا لأحد أمراء إبال. ومن الأدلة الأخرى "المقبرة الرابعة" التي تحتوي على رفات 40 شخصًا و300 وعاء فخاري وأسلحة وحلي.  من المحتمل أن يكون القبر ملكًا للنخبة أو العائلة الحاكمة في المدينة. وفي مملكة قطنا، كان ولي العهد يملك مدينة القريتين. كان القصر في الأساس مؤسسة سياسية وإدارية خالية من الوظائف الدينية، على عكس قصر ماري. في مملكة حماة، كانت قطنا مركزًا إداريًا ربما كان يسيطر على المناطق الجنوبية للمملكة. فقدت قطنا خلال الفترة الآشورية دورها الإداري وحتى طابعها الحضري حتى هجرت.
ملوك قطنا المعروفون هم:  
| ملِك              | فتره حكم    |
| ---------------- | ----------- |
| أموت بييل آي     |             |
| إيششي أدو        | ق. 1783 ق.م |
| أموت بييل الثاني | ق. 1772 ق.م |
| نابليما          | ق. 1450 ق.م |
| سينادو           |             |
| أداد نيراري      |             |
| ايداندا          | ق. 1340 ق.م |
| اكيزي            |             |

## الحفريات
قاد دو ميسنيل دو بويسون أعمال التنقيب بدءًا من عام 1924، وسنويًا من عام 1927 إلى عام 1929؛ لا تزال الألفية الثالثة قبل الميلاد تقدم عينات نادرة معظم البيانات تأتي من المقبرة الرابعة.  وفي عام 1994 قامت بعثة سورية بقيادة ميشيل المقدسي بعدة مسوحات وحفريات سطحية، ثم في عام 1999 شكل بعثة سورية – إيطالية – ألمانية مشتركة برئاسة المقدسي دانييلي موراندي. بوناكوسي وبفالزنر. بسبب تطور الحفريات، قسمت المديرية العامة للآثار والمتاحف البعثات إلى سورية (برئاسة المقدسي)، وسورية ألمانية (برئاسة بفالزنر)، وسورية إيطالية (برئاسة موراندي بوناكوسي) في عام 2004.
ركز البحث على المدينة العليا بينما ظلت المدينة السفلى على حالها إلى حد كبير. بحلول عام 2006، نقب في 5% فقط من المساحة الإجمالية للموقع. قسم القصر الملكي إلى منطقتين للتنقيب: العملية جي التي تغطي الجزء الغربي والعملية اتش التي تغطي الجزء الشرقي. تغطي العملية J قمة الأكروبول، بينما تغطي العملية كا. قصر المدينة السفلي. جاء أحد أهم الاكتشافات في عام 2002، عندما اكتشف أرشيف الملك إيدانا، الذي يحتوي على 67 قطعة. الألواح الطينية. نتيجة للحرب الأهلية السورية، توقفت الحفريات في عام 2011.

## وصلات خارجية
- جولة مصورة في مدفن قطنا الملكي وبعض لقاه الاثرية.
- قطنا/المشرفة